# Julia Lossau
Julia Lossau (* 1971) ist eine deutsche Geographin  und Professorin für Humangeographie an der Universität Bremen. Ihr Schwerpunkt bildet die Stadtgeographie. Sie gilt als Vertreterin der Postkolonialen Theorie, insbesondere im Bereich der Humangeographie.

## Leben
Nach ihrem Geografie-Diplom und Studium der Fächer Soziologie und Städtebau an den Universitäten Würzburg und Bonn arbeitete Julia Lossau an ihrer Dissertation im Bereich der Politischen Geographie.
Von 2001 bis 2003 war sie Marie-Curie-Fellow am Department for Geography and Topographic Science an der University of Glasgow. Mit den Marie-Curie-Maßnahmen will die Europäische Union die internationale und sektorübergreifende Karriere von Wissenschaftlern fördern. Der Titel ihres Forschungsprojektes dort lautete "Rebuilding the living city. Urban planning and public art".
Ihre Promotionsarbeit an der Universität Bonn erschien im Jahre 2002 unter dem Titel „Die Politik der Verortung. Eine postkoloniale Reise zu einer anderen Geographie der Welt“. Von 2003 bis 2005 war Julia Lossau Wissenschaftliche Mitarbeiterin am Geographischen Institut der Universität Heidelberg.
Seit Oktober 2012 ist Lossau Professorin für Humangeographie mit dem Schwerpunkt Stadtgeographie am Institut für Geographie der Universität Bremen. 2006 bis 2012 hatte sie eine Juniorprofessur für Kulturgeographie an der Humboldt-Universität zu Berlin inne und habilitierte sich dort im Jahr 2009 zum Thema „Geographie und cultural turn. Zur Produktion räumlicher Wirklichkeit in urbanen Kontexten. Das Beispiel Kunst im öffentlichen Raum.“

## „Die Politik der Verortung“
Lossaus „Die Politik der Verortung. Eine postkoloniale Reise zu einer >anderen< Geographie der Welt“ ist 2002 aus ihrer Dissertation an den Universitäten Würzburg und Bonn hervorgegangen. Es ist der Versuch, eine Kritik an der Anthropogeographie in die Formulierung einer Alternative zu überführen, einer "anderen" Geographie.
Beide Szenarien, den „Kampf der Kulturen“, sowie den „Dialog der Kulturen“, fasst sie als komplementäre Strategien, die eine kontingente Welt durch die Verortung kultureller Identität buchstäblich in Ordnung bringen. Ganz im Sinne der postkolonialen Theorie belässt die Autorin es nicht bei der reinen Dekonstruktionsarbeit, sondern macht sich auf die Suche nach anderen Möglichkeiten der Verortung.

## Werke

### Monographien und Herausgeberschaften (Auswahl)
- Lossau, Julia; Stevens, Quentin (Hg.) (2015): The Uses of Art in Public Space. New York, London: Routledge.
- Lossau, Julia; Freytag, Tim u. Lippuner, Roland (Hg.) (2014): Schlüsselbegriffe der Kultur- und Sozialgeographie. Stuttgart: Ulmer UTB, ISBN 978-3-8252-3898-8.
- Endlicher, Wilfried; Hostert, Patrick; Kowarik, Ingo; Kulke, Elmar; Lossau, Julia; Marzluff, John; van der Meer, Elke; Mieg, Harald; Nützmann, Gunnar; Schulz, Marlies u. Wessolek, Gerd (Hg.) (2011): Perspectives in Urban Ecology. Studies of ecosystems and interactions between humans and nature in the metropolis of Berlin. Berlin, Heidelberg, New York: Springer.
- Lossau, Julia (2009): Geographie und cultural turn. Zur Produktion räumlicher Wirklichkeit in urbanen Kontexten. Das Beispiel Kunst im öffentlichen Raum. Habilitationsschrift. Berlin: Humboldt-Universität zu Berlin.
- Flitner, Michael; Lossau, Julia (Hg.) (2005): Themenorte. Münster: LIT Verlag (2. Auflage 2006).
- Lossau, Julia (2002): Die Politik der Verortung. Eine postkoloniale Reise zu einer anderen Geographie der Welt. Bielefeld: transcript, ISBN 978-3-933127-83-9.

### Aufsätze in Zeitschriften und Sammelbändern (Auswahl)
- Stevens, Quentin; Lossau, Julia (2015): Framing art and its uses in public space. In: Lossau, Julia; Stevens, Quentin (Hg.): The uses of art in public space. New York, London: Routledge, 1–16.
- Lossau, Julia (2015): The Art of Place-Making: Städtische Raumkonstitution als soziale Praxis. In: Europa Regional 13, 1–2, 72–81.
- Lossau, Julia (2015): Tree planting: The use of public art as social practice. In: Lossau, Julia; Stevens, Quentin (Hg.): The uses of art in public space. New York, London: Routledge, 83–97.
- Lossau, Julia (2014): Kultur und Identität. In: Lossau, Julia; Freytag, Tim; Lippuner, Roland (2014): Schlüsselbegriffe der Kultur- und Sozialgeographie. Stuttgart: Ulmer, 25–37.
- Lossau, Julia (2013): Politische Geographie und postkoloniale Theorie – Territorien, Identitäten, Verflechtungen. In: Belina, Bernd (Hg.): Staat und Raum. Stuttgart: Steiner, 95–108.
- Lossau, Julia (2012): Geography, the visual, and public art: Exploring the new Gorbals landscape. In: Depkat, Volker u. Zwingenberger, Meike (Hg.): Visual cultures – transatlantic perspectives. Heidelberg: Universitätsverlag Winter, 175–194.
- Lossau, Julia (2012): Postkoloniale Geographie: Grenzziehungen, Verortungen, Verflechtungen. In: Reuter, Julia u. Karentzos, Alexandra (Hg.): Schlüsselwerke der Postcolonial Studies. Wiesbaden: Springer VS, 355–364.
- Lossau, Julia (2012): Postkoloniale Impulse für die deutschsprachige Geographische Entwicklungsforschung. In: Geographica Helvetica 67, 3, 125–132.
- Lossau, Julia (2012): Spatial Turn. In: Eckardt, Frank (Hg.): Handbuch Stadtsoziologie. Wiesbaden: VS Verlag, 185–198.
- Lossau, Julia (2011): Postkoloniale Ansätze: Zum Verhältnis von kultureller Identität und Raum. In: Gebhardt, Hans; Glaser, Rüdiger; Radtke, Ulrich u. Reuber, Paul (Hg.): Geographie. Physische Geographie und Humangeographie. 2., vollständig überarbeitete Auflage. Heidelberg: Spektrum, 653–660.
- Lossau, Julia; Winter, Katharina (2011): The social construction of city nature: Exploring temporary uses of open green space in Berlin. In: Endlicher, Wilfried (Hg.): Perspectives in Urban Ecology. Studies of ecosystems and interactions between humans and nature in the metropolis of Berlin. Berlin, Heidelberg, New York: Springer, 333–345.
- Lossau, Julia (2011): Responses to the Nomos: Postcolonialism. In: Legg, Stephen (Hg.): Spatiality, Sovereignty and Carl Schmitt. Geographies of the Nomos. London: Routledge, 251–259.
- Lippuner, Roland; Lossau, Julia (2010): Kritik der Raumkehren. In: Günzel, Stephan (Hg.): Raum. Ein interdisziplinäres Handbuch. Stuttgart: Metzler, 110–119.
- Lossau, Julia (2009): Entry „Anthropogeography (After Ratzel)“. In: Kitchin, Rob; Thrift, Nigel (Hg.): International Encyclopedia of Human Geography. Oxford: Elsevier, 140-147.
- Lossau, Julia (2009): Räume von Bedeutung. Spatial turn, cultural turn und Geographie. In: Czáky, Moritz; Leitgeb, Christoph (Hg.): Kommunikation, Gedächtnis, Raum. Bielefeld: transcript, 29-43.
- Lossau, Julia (2008): Kulturgeographie als Perspektive. Zur Debatte um den cultural turn in der Humangeographie – eine Zwischenbilanz. In: Berichte zur Deutschen Landeskunde 82, 4, 317-334.
- Lossau, Julia (2008): ‘New urbanity’ and contemporary forms of public art. Notes on Citizen Firefighter (Kenny Hunter). In: Erdkunde 62, 4, 329-337.
- Lossau, Julia (2008): Pitfalls of thirdspace: rethinking the ambivalent logic of spatial semantics. In: Ikas, Karin u. Wagner, Gerhard (Hg.): Communicating in the third space. New York: Routledge, 62-78.